# ブリッジトン (メイン州)
ブリッジトン（英: Bridgton）は、アメリカ合衆国メイン州南部海岸のカンバーランド郡に属する町である。2010年の国勢調査では人口5,210人だった。メイン州の湖沼地域にあるリゾート地であり、私立プレパラトリー・スクール（大学進学予備校）であるブリッジトン・アカデミーがある他、毎年フォー・オン・ザ・フォース・ロードレース（4マイル競走）が開催されている。
ブリッジトンは、ポートランド・サウスポートランド・ビデフォード大都市圏に属している。

## 歴史
ブリッジトンがまだ開発されていない時代には「ポンディシェリー」と呼ばれていた。1768年、マサチューセッツ植民地議会からムーディ・ブリッジズと一群の領主に払い下げられた。1770年、現在のノースブリッジトン地区に入植が始まり、酒場が建設された。その町は1779年にブリッジタウン・プランテーションとして組織されて、ムーディ・ブリッジズにちなんで名付けられ、1794年2月7日にはブリッジトンとして法人化された。
スティーブンス・ブルックは僅か1.5マイル (2.4 km) の長さだが、12の工場に水力を供給した。工業の中心として発展し、製材所、製粉所、毛織物繊維工場、革なめし場、靴工場、レンガ工場ができた。後にトウモロコシと野菜の加工工場が建設され、鋳造所、機械工場、シャベルのハンドル工場、サッシとブラインドの工場、棺桶工場もできた。水力を使って製造した商品が、1832年にポートランドまで開通したカンバーランド・アンド・オックスフォード運河によって外部市場に輸送されると人口が増えた。19世紀半ばまでに、町の人口は約3,000人になっていた。ポートランド・アンド・オグデンスバーグ鉄道がブリッジトンを外して建設されると、町は1883年に全国的な鉄道網に繋ぐために2フィート (610 mm) 狭軌のブリッジトン・アンド・ソコー川鉄道を建設した。夏の休暇客が鉄道や蒸気船で町に来るようになっていたが、1919年にセオドア・ルーズベルト国際ハイウェイ（1935年からはアメリカ国道302号線）が指定された後は、自動車の観光客が来るようになった。ハイウェイを使って移動する便利さのために、1932年には運河の蒸気船が廃止され、1941年には狭軌鉄道も無くなった。美しい湖岸では子供たちの多くのサマーキャンプ場となり、町の西部にあるスキー場のショーニー・ピークスキー場があり、ブリッジトンは人気のあるリゾート地であり続けている。

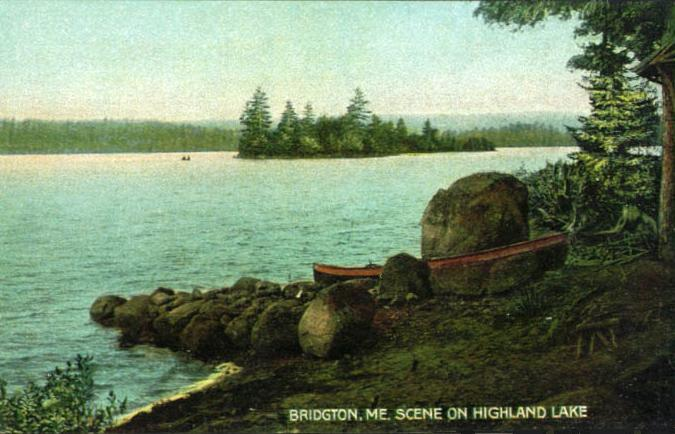
ハイランド湖、1908年
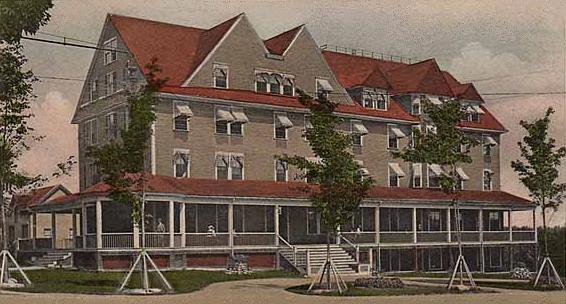
ブリッジトン・ハウス、1906年
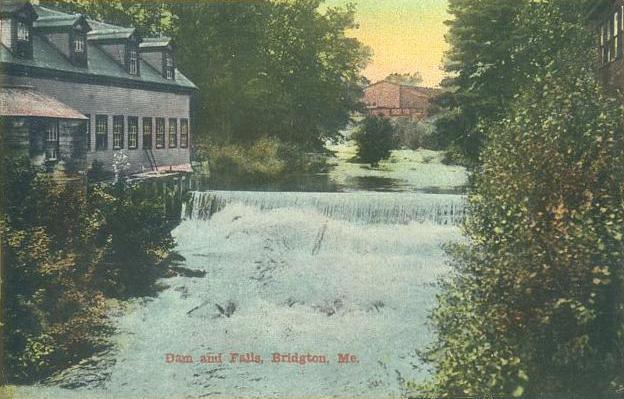
ダムと滝、1910年頃

## 村と地区
ブリッジトンの町内には地区として分類できる幾つかのビレッジと地域がある。すなわち以下の通りである
- ブリッジトン（CDP)、町の主要な中心部である。アメリカ国道302号線沿いメドウ道路近くに始まり、メインストリート方向に続く間に、ハイランド湖やメインヒル頂上の南北戦争記念碑を過ぎることになる。ブリッジトンの中心街であり、店舗、事務所、映画館がある。この地域にはスティーブンス・ブルック小学校、ブリッジトン記念学校、ブリッジトン・コミュニティセンター、ポンディシェリー公園がある。西はサウスハイ通りである。ポンディシェリー公園は62エーカー (248,000 m²) 以上の広さがあり、森、湿地の草原、小川などがある。ハイキング道があり、繁華な中心街から即座に静かな森に足を踏み入れることができる。公園全体に犬を連れ込むのは許されていないが、2012年夏に犬用トレイルが開通した
- ノースブリッジトン、北に接するウォーターフォード町とハリソン町のすぐ南にある。ここの中心はブリッジトン・アカデミーである。郵便局が別にあり、郵便番号もブリッジトンの04009とは異なる04057である。ただし、ノースブリッジトンでは郵便を郵便局に配達するだけである。住所に配達してもらうためにはブリッジトンの住所と郵便番号が必要である。この地区ではロング湖の景観を楽しむことができる
- サウスブリッジトン、ブリッジトンの町内の南部である。メイン州道107号線近くにあり、セベイゴ町に近い。この地区の中心部はアダムズ池に近くサウスブリッジトン会衆派教会がある。
- サンディ・クリーク、サウスブリッジトンの小区分。デンマーク道路周辺にあり、ウッズ池ビーチに近い。この地域にはサマーキャンプ地が多く、また主に住宅地となっている。
- ウェストブリッジトン、南はデンマーク町、西はフライバーグ町と接している。主たる開発地域はアメリカ国道302号線沿いにあり、シーダー・ドライブに近いウェストブリッジトン消防署から、ムース池の土手道を越え、ショーニーピークに至る。さらに1世紀以上にわたって運営されているキャンプ・ウィノナがある。

## 地理
アメリカ合衆国国勢調査局に拠れば、町域全面積は64.24平方マイル (166.38 km2)であり、このうち陸地は56.79平方マイル (147.09 km2)、水域は7.45平方マイル (19.30 km2)で水域率は11.60%である。ブリッジトンの東にはロング湖があり、そこからセベイゴ湖を経て大西洋に注いでいる。ロング湖にはスティーブンス・ブルックから水が注いでいる。スティーブンス・ブルックの水源はハイランド湖であり、ブリッジトン中心街のすぐ西にある。
ウェストブリッジトンでは、ショーニーピーク・スキー場のあるプレザント山の一部が聳えている。プレザント山の麓には人工湖のムース池があり、ブリッジトン、デンマーク、スウェーデンの各町に入っている。ムース池からソコー川に流れている。

### 気候
ブリッジトンの気候は季節によって温度差が大きいのが特徴であり、夏は暖かいか暑くて湿度が高いことが多く、冬は寒くて時には厳しい寒さになる。ケッペンの気候区分に拠れば、湿潤大陸性気候、略号ではDfbにある。

## 人口動態

### 2010年国勢調査
以下は2010年の国勢調査による人口統計データである。
| 基礎データ - 人口: 5,210 人 - 世帯数: 2,240 世帯 - 家族数: 1,431 家族 - 人口密度: 35.4人/km2（91.7 人/mi2） - 住居数: 4,051 軒 - 住居密度: 27.5 軒/km2（71.3 軒/mi2） 人種別人口構成 - 白人: 96.6% - アフリカン・アメリカン: 0.7% - ネイティブ・アメリカン: 0.4% - アジア人: 0.3% - その他の人種: 0.2% - 混血: 1.7% - ヒスパニック・ラテン系: 1.2% | 年齢別人口構成 - 18歳未満: 18.6% - 18-24歳: 8.4% - 25-44歳: 20.2% - 45-64歳: 33% - 65歳以上: 19.8% - 年齢の中央値: 47歳 - 性比（女性100人あたり男性の人口） - 総人口: 96.9 世帯と家族（対世帯数） - 18歳未満の子供がいる: 24.5% - 結婚・同居している夫婦: 48.7% - 未婚・離婚・死別女性が世帯主: 10.4% - 非家族世帯: 36.1% - 単身世帯: 28.9% - 65歳以上の老人1人暮らし: 12.1% - 平均構成人数 - 世帯: 2.24人 - 家族: 2.71人 |

### 2000年国勢調査
以下は2000年の国勢調査による人口統計データである。
| 基礎データ - 人口: 4,883 人 - 世帯数: 1,924 世帯 - 家族数: 1,296 家族 - 人口密度: 32.9人/km2（85.2 人/mi2） - 住居数: 3,063 軒 - 住居密度: 20.6軒/km2（53.5 軒/mi2） 人種別人口構成 - 白人: 97.36% - アフリカン・アメリカン: 0.47% - ネイティブ・アメリカン: 0.27% - アジア人: 0.27% - その他の人種: 0.23% - 混血: 1.41% - ヒスパニック・ラテン系: 0.82% | 年齢別人口構成 - 18歳未満: 22.1% - 18-24歳: 10.5% - 25-44歳: 25.9% - 45-64歳: 25.6% - 65歳以上: 15.9% - 年齢の中央値: 40歳 - 性比（女性100人あたり男性の人口） - 総人口: 100.3 - 18歳以上: 98.2 世帯と家族（対世帯数） - 18歳未満の子供がいる: 29.7% - 結婚・同居している夫婦: 51.4% - 未婚・離婚・死別女性が世帯主: 11.4% - 非家族世帯: 32.6% - 単身世帯: 25.8% - 65歳以上の老人1人暮らし: 11.3% - 平均構成人数 - 世帯: 2.50人 - 家族: 2.85人 | 収入と家計 - 収入の中央値 - 世帯: 36,722米ドル - 家族: 42,392米ドル - 性別 - 男性: 29,614米ドル - 女性: 21,548米ドル - 人口1人あたり収入: 17,352米ドル - 貧困線以下 - 対人口: 15.7% - 対家族数: 9.3% - 18歳未満: 12.6% - 65歳以上: 4.8% |

## 大衆文化の中で
ブリッジトンはスティーヴン・キングの中編小説『霧』の舞台であり、同じくキングのSF小説『アンダー・ザ・ドーム』の舞台チェスターズミルの町のヒントになった。

## 見どころ
- ベンジャミン・クリーブス邸
- ダルトン・ホームズ・デイビス記念図書館
- ロバート・アンドリューズ中尉邸
- ナラミシック（ピーボディ・フィッチ農園）とブリッジトン歴史協会博物館
- ルーファス・ポーター博物館
- ショーニーピーク・スキー場
- サウスブリッジトン会衆派教会
- スプラット・ミード博物館
- ストーン・ハウス
- ウェールズ・アンド・ハンブレン店舗
- ウォーカー記念ホール
- ウィリアム・F・ペリー邸
- ポンディシェリー公園

## 著名な出身者
- ウィリアム・ピット・フェッセンデン、政治家、エイブラハム・リンカーン大統領の政権アメリカ合衆国財務長官
- ロイス・ローリー、著作家、児童文学作家、『ザ・ギバー 記憶を伝える者』が著名